# Absorbent glass mat

Una batteria AGM

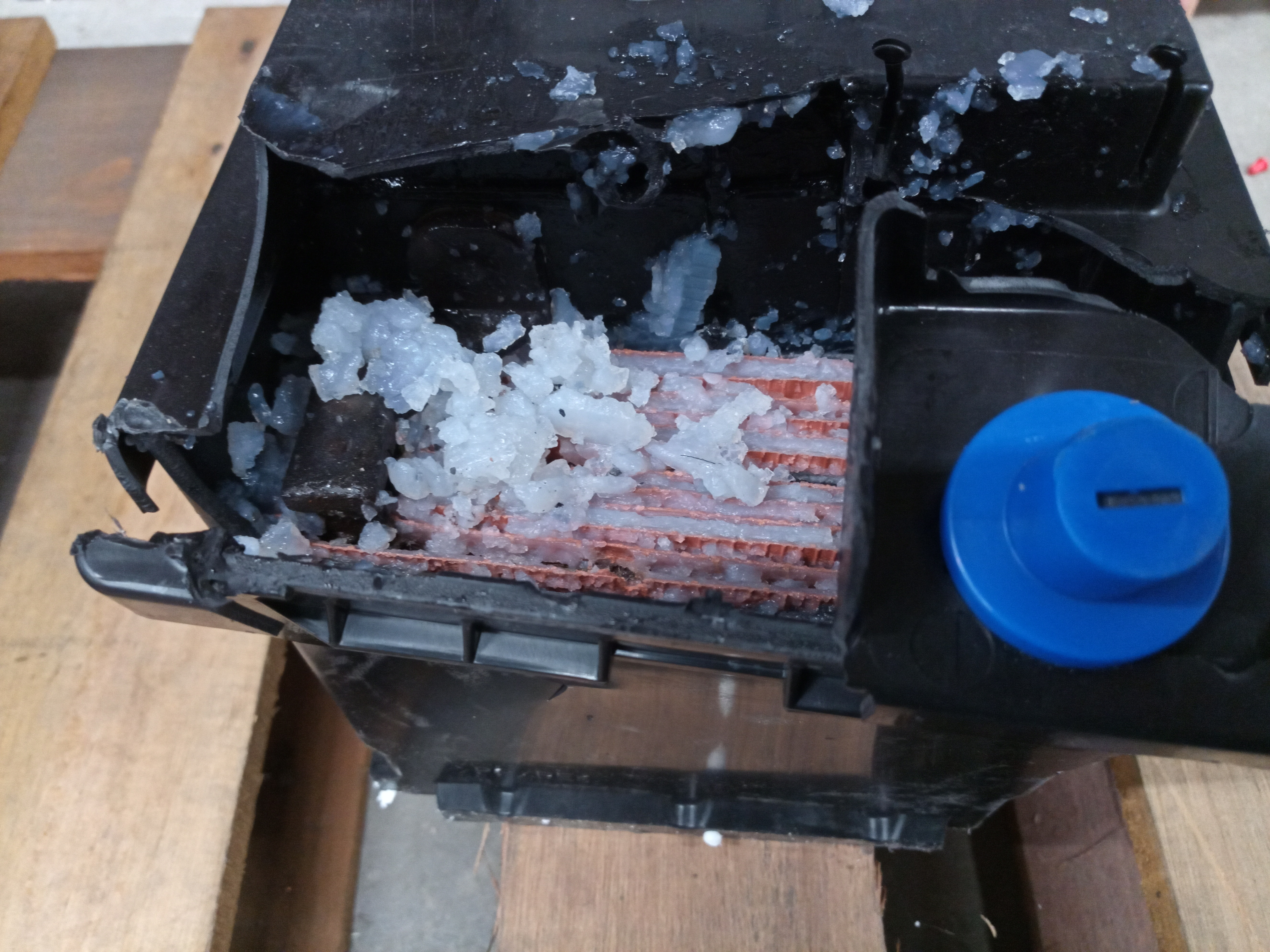
Batteria al gel guasta: sono visibili le spine bianche dell'elettrolita gelificato sulle piastre.

Le batterie ricaricabili AGM (absorbent glass mat) sono una classe di accumulatori al piombo nelle quali l'elettrolita è assorbito dentro una matrice di sottili fibre di vetro.

## Pregi
- Sono compatte, molto resistenti alle sollecitazioni meccaniche (così resistenti da essere impiegate per scopi militari) e si possono montare in qualunque posizione. Possono essere usate ad alta quota o in mare, e riescono a destreggiarsi meglio con le alte temperature. In caso di rottura del contenitore, la fuoriuscita di acido è limitata. Grazie alla divisione delle piastre da fibre di vetro, non c'è pericolo di cortocircuito tra cella e cella.
- Sono adatte all'avviamento di motori grazie alle loro elevatissime correnti di spunto, hanno una bassa autoscarica e un'elevata resa amperometrica durante la carica. Hanno anche una resistenza interna più bassa delle normali batterie al piombo e mantengono una tensione più costante, e si caricano più velocemente; gli accumulatori con piastre a spirale hanno un tempo di ricarica ancora più basso.
- Non necessitano di manutenzione.

## Costo
Normalmente costano più delle normali batterie al piombo, molto di più se hanno piastre a spirale, ma meno di alcune altre batterie di pari capacità.